# Francis de Miomandre
Francis de Miomandre, pseudonimo di Francis Durand (Tours, 22 maggio 1880 – Saint-Brieuc, 1º agosto 1959), è stato uno scrittore francese.
Riceve il premio Goncourt nel 1908 per Écrit sur de l'eau...

## Biografia
Figlio di un rappresentante di commercio, Gilbert Durand, e di Thérèse de Miomandre, Francis Durand ha preso il cognome della madre come pseudonimo letterario. Romanziere, poeta, saggista, cronista, è autore di una vasta opera. A lui si devono anche numerose traduzioni in lingua francese specialmente dallo spagnolo (Unamuno, Calderón, Cervantes, Asturias, Lydia Cabrera) e dal portoghese (Machado de Assis).
Dal 1908 al 1911 fa parte del cosiddetto Club dei Lunghi Baffi (Club des Longues Moustaches).

## Opere

### Romanzi e novelle
- Écrit sur de l'eau... Paris, Émile-Paul Frères. Prix Goncourt 1908.
  - Paris, Ferenczi, coll. « Le Livre Moderne Illustré » N°1. Bois de Clément Serveau, 1923.
  - Monaco, Les Éditions nationales de Monaco, «Collection des prix Goncourt», 1950.
  - Paris, La Différence, 2013
- Aventures merveilleuses d'Yvan Danubsko, prince valaque. Paris, Daragon, 1909.
- Le Vent et la Poussière. Roman. Paris, Calmann-Lévy, 1909.
- L’Ingénu. Roman. Paris, Calmann-Lévy, 1910.
- Au Bon Soleil, scènes de la vie provençale. Dialogues. Paris, Calmann-Lévy, 1911.
- Digression peacockienne. Paris, Champion, 1911.
- Gazelle (Mémoire d'une tortue). Paris, Dorbon, 1910.
- L'Ingénu. Paris, Calmann-Lévy, 1911.
- Histoire de Pierre Pons, pantin de feutre, roman pour les enfants. Illustrations de Paul Guignebault. Paris, Fayard, 1912.
  - Illustrations de Mlle Daujat. Paris, Les Arts et le livre, col. "La Joie de nos enfants", 1927.
- ...D'amour et d'eau fraîche. Paris, Payot. 1913.
- L’Aventure de Thérèse Beauchamps. Roman. Paris, Calmann-Lévy, 1913. 
  - Paris, Arthème Fayard, coll. « Le Livre de demain », 28 bois originaux de Roger Grillon, 1925.
- Le Veau d’or et la vache enragée. Paris, Émile-Paul Frères, 1917.
- Pantomime anglaise. Roman. Illustrations de Marco de Gastyne. Paris, Renaissance du livre, coll. « In extenso », 1918.
- Voyages d’un sédentaire. Fantaisies. Paris, Émile-Paul Frères, 1918.
- La Cabane d’amour ou le Retour de l’oncle Arsène. Roman, Paris, Émile-Paul Frères, 1919.
- Le Mariage de Geneviève. Paris, Ferenczi et Fils, 1920.
- L'Amour sous les oliviers. Paris, Ferenczi et Fils, 1921.
- Les Taupes. Roman. Paris, Émile-Paul Frères, 1922.
- Ces petits messieurs. Roman. Paris, Émile-Paul, 1922.
  - Paris, Les Éditions de France, coll. « Le Livre d’aujourd’hui », 1933.
- Le Greluchon sentimental. Roman. Paris, Ferenczi et Fils, coll. « Colette », 1923. 
  - Paris, Ferenczi et Fils, coll. « Le Livre moderne illustré », N°304. Bois originaux de Lalande, 1938.
- La Naufragée. Roman. Paris, Ferenczi et Fils, coll. « Colette », 1924.
  - Ferenczi et Fils, coll. « Le Livre Moderne Illustré », N°56. Bois originaux de Peti Jean Armand, 1928.
- La Jeune Fille au jardin, roman inédit, bois originaux de Gérard Cochet. Paris, Ferenczi & Fils, coll. « Le Livre Moderne Illustré », N°13, 1924.
- Contes des cloches de cristal. Paris, Chez Madame Lesage, coll. « Le Sage et ses amis », 1925.
- La Bonbonnière d'or. Roman. Paris, Ferenczi et Fils, 1925.
- L’Ombre et l’Amour. Journal d’un homme timide. Roman. Paris, Vald. Rasmussen, coll. « Échantillons », 1925.
- Le Radjah de Mazulipatam. Paris, Ferenczi & fils, 1926.
  - Kailash éditions, postface de Christian Petr, 1996.
- L’Amour de Mademoiselle Duverrier. Paris, Ferenczi et Fils, 1926.
  - Ferenczi et Fils, coll. « Le Livre Moderne Illustré », N°140. Bois originaux de Jean Moreau, 1932.
- Olympe et ses amis. Roman. Paris, Ferenczi et Fils, 1927.
  - Paris, Ferenczi et Fils, coll. « Le Livre moderne illustré », N°279. Bois originaux de Prassinos, 1937.
- Les Baladins d’amour. Roman. Paris, Ferenczi et Fils, 1928.
  - Paris, Ferenczi et Fils, coll. « Le Livre Moderne Illustré », N°210. Illustrations en couleurs de Michel Jacquot, 1934.
- Passy-Auteuil ou Le vieux monsieur du square. Monologue intérieur. Avec 45 dessins de Clément Serveau. Paris, André Delpeuch éditeur, coll. « Le roman de Paris », 1928.
- Soleil de Grasse. Roman. Paris, Ferenczi et Fils, 1929.
- Baroque. Roman. Paris, Ferenczi et Fils, 1929.
  - Paris, Ferenczi et Fils, coll. « Le Livre Moderne Illustré », N°233. Bois en couleurs de Claude Escholier, 1935.
- Le Jeune Homme des palaces. Paris, Éditions des Portiques, 1929.
- Le Patriarche"", nouvelle. Ornée de bois par Honoré Broutelle. Paris, Aux dépens de la Société de la gravure, 1919.
- Vie du sage Prospero. Paris, Plon, coll. « La Grande Fable. Chroniques des personnages imaginaires », n° 2, 1930.
- Jeux de glaces. Roman. Paris, Ferenczi et Fils, 1930. 
  - Ferenczi et Fils, coll. « Le Livre Moderne Illustré », N°182, Bois originaux de Constant Le Breton, 1933.
- Âmes russes 1910. Paris, J. Ferenczi & Fils, 1931.
- Les Égarements de Blandine. Paris, Ferenczi & Fils - Le Beau livre, 1932.
  - Paris, Ferenczi et Fils, coll. « Le Livre Moderne Illustré », N°257, illustrations de Haardt, 1936.
- Otarie. arabesque amoureuse et marine. Dédié à Blaise Cendrars. Paris, Maurice d’Hartoy éditeur, coll. « Les Maîtres du style », 1933.
- Le Zombie. Roman. Paris, Ferenczi, 1935.
- Le Cabinet chinois. Paris, Gallimard, coll. « La Renaissance de la nouvelle », 1936.
- Direction Étoile. Roman. Paris, Plon, 1937.
- L'Invasion  du paradis. Roman. Paris, Ferenczi, 1937.
- Le Fil d’Ariane. Avignon, Édouard Aubanel, coll. « Les grands contemporains », éditeur, 1941.
- Portes. Nouvelles. Neuchâtel, Éditions de la Baconnière, coll. « Les Cahiers du Rhône », série blanche, XIX, novembre 1943 (nouvelles).
- Fugues. Marseille, Robert Laffont, 1943.
- Les Jardins de Marguilène. Roman. Fribourg, L.U.F., 1943.
- Le Raton laveur et le maître d’hôtel. Roman. Fribourg, L.U.F., 1944.
- Primevère et l’Ange. Roman. Paris, Robert Laffont, 1945.
- L'Âne de Buridan. Roman. Lyon, Éditions Ludunum, 1946.
- La Conférence. Roman. Paris, Le Bateau ivre, 1946.
- Rencontres dans la Nuit. Roman. Bienne, Éditions du Panorama / Éditions du Dauphin, 1954.
- L’Œuf de Colomb. Roman. Paris, Grasset, 1954.
- Aorasie. Roman. Paris, Grasset, 1957.
- Caprices. Nouvelles. Paris, Gallimard, 1960.

### Saggi
- Claudel et Suarès. Conférence. Bruxelles, La Libre esthétique, 1907.
- Visages. Bruges, Herbert, 1907.
- Figures d'hier et d'aujourd'hui, Paris, Dorbon-Ainé, 1911.
- Méditation sur la femme de France. Illustrations de Gabrielle. Paris, Nouvel Essor, 1916.
- Dans le goût vénitien. Douze planches de Brunelleschi, gravures par Gorvel. Paris, 1921.
- Le Pavillon du Mandarin, critiques. Paris, Émile-Paul, 1921.
- Éloge de la laideur. Paris, Hachette, « Collection des éloges », 1925
  - Paris, Les éditions Cartouche, 2010  (ISBN 9782915842685)  Copia archiviata, su cartouche-editions.com. URL consultato il 7 dicembre 2016 (archiviato dall'url originale il 10 giugno 2015).
- Fumets et fumées. L'art de manger, l'art de boire, l'art de fumer. Croquis d'O. Fabrès. Paris, Le Divan, coll. « Les Soirées du Divan », 1925.
- La Mode. Paris, Hachette, coll. « Notes et maximes », 1926.
- Bestiaire. Images de Simon Bussy. Proses de FM. Paris, Govone, 1927.
- Le Casino. Paris, La Nouvelle Société d'Édition, coll. « L’Homme à la page », 1928.
- Grasse. Frontispice de Jean Marchand. Paris, Émile-Paul Frères, coll. « Portrait de la France », nº 23, 1928.
- La Vie amoureuse de Vénus, déesse de l’amour. Paris, Ernest Flammarion, coll. « Leurs amours », 1929.
- Foujita. Paris, numéro spécial de L'Art et les artistes, 1931.
- Dancings. Lithographies de H. Gazan. Paris, Flammarion, 1932.
- Danse, avec 152 illustrations. Paris, Flammarion, coll. « Voir… et… savoir », 1935.
- Mon Caméléon. Paris, Albin Michel, coll. « Scènes de la vie des bêtes », 1937.
  - L’Esprit des péninsules. Paris, coll. « L’Alambic », suivi de huit lettres inédites. Postface et bibliographie par Éric Dussert. 1997.
- Mallarmé. Mulhouse, Bader-Dufour, 1948.

### Poesie
- Les Reflets et les souvenirs. Paris, Bibliothèque de l'Occident, 1904.
- Samsara. Paris, Éditions Fourcade, 1931.
  - Paris, Éditions du Pavois, 1948.

## Opera critica sull'autore
- Remi Rousselot, Francis de Miomandre: un Goncourt oublié: biographie, Parigi, Paris : Éditions de la Différence, 2013, ISBN 978-2-7291-2047-4.